# Splątek
Splątek, protonema – twór charakterystyczny dla mszaków stanowiący młodocianą fazę rozwoju gametofitu. Wyrasta z haploidalnego (mającego pojedynczy zespół chromosomów) zarodnika, ewentualnie w wyniku apogamii z części gametofitu oddzielonej od rośliny macierzystej. 
Splątek jest zazwyczaj tworem efemerycznym, zamierającym po powstaniu ulistnionych gametofitów (gametoforów), rzadko jest trwały. Trwały jest u tych gatunków mchów, u których gametofit jest silnie zredukowany i właśnie splątek realizuje jego funkcje – jest silniej rozgałęziony i intensywnie zielony. Sytuacja taka ma miejsce w przypadku takich rodzajów jak: Diphyscium, Buxbaumia i Ephemerum.
Splątek ma zazwyczaj postać nitkowatej, rozgałęzionej plechy z chwytnikami. Jego część rozwijająca się pod ziemią jest bezzieleniowa, nadziemna jest zielona, u rodzaju Mnium – brunatna. Poszczególne komórki splątka oddzielone są skośną błoną. Po pewnym czasie w wyniku podziału w trzech kierunkach powstają szczytowe komórki wzrostowe gametoforu, dzielące się skośnie w trzech kierunkach, tworzące łodyżki z listkami. Ponieważ na splątkach powstaje wiele komórek wzrostowych – mszaki tworzą darnie, a nie rosną pojedynczo.
Specyficznie zbudowane są splątki niektórych mszaków. U torfowców splątek jest blaszkowaty. U naleźlinów splątek jest początkowo bulwkowaty, później z silnie rozgałęzioną nicią. U wątrobowców zaliczanych do porostnicowców (Marchantiales) i jungermaniowców plechowatych (Metzgeriales) splątek rozwija się najpierw jako krótka nitka jedno- lub kilkukomórkowa, na której końcu rozwija się twór o kształcie maczugowatym lub tarczowatym, przekształcający się w końcu w splątek plechowaty o kształcie charakterystycznym dla danej grupy systematycznej. W przypadku jungermaniowców liściastych (Jungermaniales) splątek ma zwykle postać kilkukomórkowej nici, z której wyrastają odgałęzienia kończące się komórkami szczytowymi.